# Francisca Sibila Augusta de Sajonia-Lauemburgo
Sibila de Sajonia-Lauemburgo (21 de enero de 1675 - 10 de julio de 1733), nacida princesa de Sajonia-Lauemburgo, fue la esposa de Luis Guillermo de Baden-Baden, un famoso general imperial que era conocido como Türkenlouis ("Luis el Turco"). Actuó como consorte del gobierno de Baden-Baden (1690-1707) y luego como regente de Baden-Baden (1707-1727) por su hijo Luis Jorge.

## Biografía

### Primeros años
Sibila nació en 1675 como la segunda hija del duque Julio Francisco de Sajonia-Lauemburgo y su esposa la condesa palatina Eduviges del Palatinado-Sulzbach.
En 1676 la familia se trasladó a Schlackenwerth en Bohemia donde ella y su hermana pasaron su juventud. Su hermana mayor, Ana María Francisca de Sajonia-Lauemburgo era la futura Gran duquesa de Toscana como la esposa de Juan Gastón de Médici futuro Gran duque de Toscana. Cuando su madre murió en 1681, se confió su educación a la condesa Eva Polixena de Werschowitz (m. 1699). Su educación fue dirigida en el arte de la etiqueta cortesana en la conversación, la pintura y la música, lo que era tradicional para una mujer en aquella época. También le enseñó su abuelo, Cristián Augusto, conde palatino de Sulzbach.
Como las dos hermanas eran los únicos hijos supervivientes del duque y la duquesa de Sajonia-Lauemburgo, eran candidatas deseables para el matrimonio debido a su herencia que ellas recibirían a la muerte de su padre en 1689.
Cuando su padre murió, su hermana se convertiría en duquesa de Sajonia-Lauemburgo por derecho propio y pasaría el ducado a sus hijos. Su padre fue aparentemente envenenado según los rumores de la corte, siendo supuestamente culpable la condesa Werschowitz.
Con su muerte, la línea Lauemburgo de la Casa de Ascania se extinguió en su vía masculina. Sin embargo, la sucesión femenina era posible según las leyes de Sajonia-Lauemburgo. Así que la heredera femenina legal al trono, la duquesa Ana María Francisca, y su hermana Sibila de Sajonia-Lauemburgo, lucharon por la sucesión de la primera, la mayor de las dos. También la prima de Julio Francisco, Leonor Carlota de Sajonia-Lauemburgo-Franzhagen, reclamó la herencia. Su debilidad fue explotada por el duque Jorge Guillermo del vecino principado brunswick-lunemburgués de Luneburgo-Celle, quien invadió Sajonia-Lauemburgo con sus tropas, impidiendo así el ascenso de Ana María como duquesa reinante.
También otras monarquías reclamaron la sucesión, provocando un conflicto mayor que involucró a los vecinos ducados de Mecklemburgo-Schwerin y el danés Holstein, así como los cinco principados de Anhalt gobernados por ascanios, el Electorado de Sajonia, que había sucedido en a los ascanios sajones-wittembergianos en 1422, Suecia y Brandemburgo. El conflicto fue finalmente resuelto el 9 de octubre de 1693 (Hamburger Vergleich), expulsando definitivamente a la depuesta Ana María y su hermana. Ambas hermanas nunca abandonaron su pretensión.
El emperador Leopoldo I rechazó la sucesión de Celle y conservó el exclave de sajón-lauemburgués de Hadeln, que estaba lejos del alcance de Celle, en su custodia. Sólo en 1728 su hijo el emperador Carlos VI enfeudó a Jorge II Augusto con Sajonia-Lauemburgo, finalmente legitimando la toma de facto por su abuelo en 1689 y 1693. En 1731 Jorge II Augusto también obtuvo Hadeln de la custodia imperial.

### Matrimonio

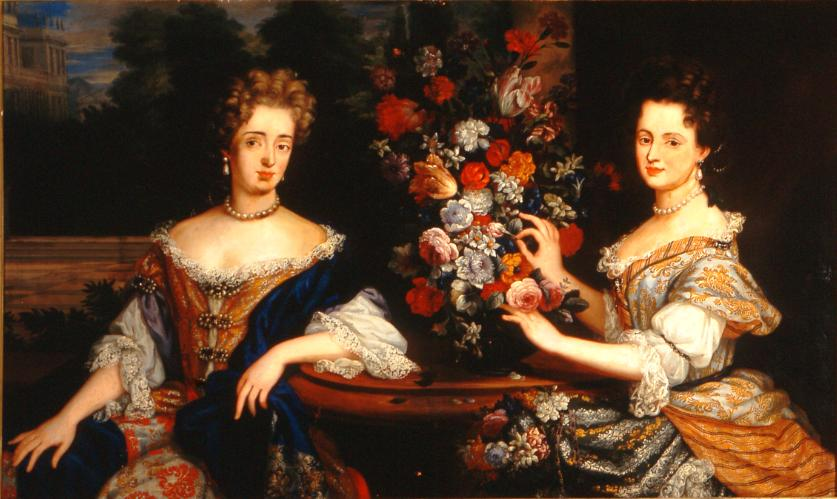
Sibila (izq.) con su hermana Ana María Francisca, h. 1690 por artista anónimo

Sibila se iba a casar con el príncipe Eugenio de Saboya pero prefirió al otro candidato, el mayor y empobrecido margrave de Baden-Baden que había perdido prácticamente todo debido a la guerra con Francia.
Sibila se comprometió con Luis Guillermo de Baden-Baden, unos 20 años mayor que ella, y que no tenía hijos. También era conocido como "Luis el Turco" (Türkenlouis) debido a sus famosas hazañas contra los otomanos y sus esfuerzos contra Luis XIV en el campo y como parte del ejército imperial.
Como resultado de ello, Luis Guillermo viajó a Bohemia para conocer a su joven novia.

### Margravina de Baden-Baden
Llegó a Bohemia el 10 de enero de 1690. La pareja se comprometió oficialmente el 14 de enero y el matrimonio en sí tuvo lugar el 27 de marzo, teniendo Sibila 15 años. Se suponía que la pareja se casaría en el castillo de Roudnice nad Labem. Baden-Baden, la principal residencia del margrave, pero que había sido destruida por los franceses. Como resultado, los recién casados permanecieron en Ostrov. Aunque era un príncipe reinante, Luis de Baden-Baden era un general retirado, veinte años más viejo que Sibila Augusta.
El emperador estimó que fuese su hermana la que se casara con el príncipe Eugenio de Saboya de nuevo debido a su servicio en el nombre del emperador, pero ella no rechazo por no ser reinante, casándose con Felipe Guillermo del Palatinado, hijo de Felipe Guillermo, elector palatino y de Isabel Amalia de Hesse-Darmstadt, por lo tanto cuñado del emperador. Cuando Felipe Guillermo murió en 1693, ella se casó de nuevo con Juan Gastón de Médici, gran príncipe de Toscana e hijo de Cosme III de Médici y Margarita Luisa de Orleans (prima de Luis XIV).
Poco después de su boda con Sibila estuvo de nuevo el margrave Luis Guillermo implicado en la guerra contra los otomanos. En la batalla de Slankamen, que tuvo lugar en 1691, se produjo su mayor triunfo.
Se han perdido las cartas que intercambiaron la joven Sibila y su esposo, pero Sibila tuvo una relación cercana con su abuelo, Cristián Augusto del Palatinado-Sulzbach. De estas cartas resulta obvio que Cristián Augusto adoraba a la menor de sus nietas.
En los primeros años de su matrimonio, Sibila estuvo a menudo separada de su esposo y tuvo mucho tiempo para cultivar sus intereses personales. Pronto empezó a preocuparse por el manejo de sus propiedades, una experiencia de la que luego se beneficiaría. También acompañó a su esposo de un campo a otro, si bien esto era perjudicial para su salud.

### Descendencia
La pareja tuvo nueve hijos en total, pero la mayor parte de ellos murieron en la niñez. En relación con sus hijos, Sibila fue apodada la desafortunada: su primer embarazo terminó en aborto; el primer hijo vivió durante seis meses, el segundo cuatro años, el tercero seis años, el cuarto tres años, el quinto murió después de cuatro meses. De los nueve hijos de la pareja, sólo tres alcanzaron el décimo año de vida - dos hijos y una hija. De los dos hijos, uno no tuvo hijos y el otro sólo tuvo una hija, que a su vez no tuvo descendencia. La única progenie superviviente de Sibila es a través de su hija Augusta, quien se casó con Luis de Orléans, nieto de Luis XIV. A través de Augusta, Sibila fue la bisabuela de Luis Felipe I, rey de los franceses y antepasada de muchos miembros de familias reales actuales. Augusta murió al dar a luz con 21 años.
1. Aborto (entre 1690 – 1695).
2. Leopoldo Guillermo (Günsburg, 28 de noviembre de 1694 - ibídem, marzo de 1695), príncipe heredero de Baden-Baden, murió en la infancia.[4]
3. Carlota (Günsburg, 7 de agosto de 1696 - ¿Günsburg?, 16 de enero de 1700), murió en la infancia.
4. Carlos José (Augsburgo, 30 de septiembre de 1697 - Schlackenwerth, 9 de marzo de 1703), príncipe heredero de Baden-Baden, murió en la infancia;
5. Guillermina (Schlackenwerth, 14 de agosto de 1700 - Schlackenwerth, 16 de mayo de 1702),[5] murió en la infancia.
6. Luisa (Núremberg, 8/9 de mayo de 1701 - 23 de septiembre de 1707), murió en la infancia.
7. Luis Jorge I (Ettlingen, 7 de junio de 1702 - Rastatt, 22 de octubre de 1761,) Margrave de Baden-Baden, se casó con María Ana de Schwarzenberg, tuvieron una hija superviviente. Se casó de nuevo con María Ana Josefa de Baviera, sin descendencia.
8. Jorge Guillermo Simpert (Aschaffenburg, 5 de septiembre de 1703 - Baden-Baden, 16 de febrero de 1709), murió en la infancia.
9. Augusta (Aschaffenburg, 10 de noviembre de 1704 - París, 8 de agosto de 1726). Irónicamente para un príncipe-soldado que luchó contra Francia la mayor parte de su carrera militar, diecisiete años después de la muerte del margrave, la única de sus hijas que sobrevivió a la infancia, Augusta, se casó con el duque Luis I de Orleans, hijo del infame regente francés y, en el momento de la boda, por primera vez en la línea de sucesión al trono de Francia. Tuvieron un hijo superviviente, Luis Felipe I de Orleans. Fue antepasada de Luis Felipe I, rey de Francia en 1830.[6]

1. Augusto Jorge I (Rastatt, 14 de enero de 1706 - Rastatt, 21 de octubre de 1771), último margrave de Baden-Baden, se casó con la princesa María Victoria de Arenberg, sin descendencia.

Cuando su segundo hijo Carlos José, príncipe heredero de When Baden-Baden, murió en 1703, hizo una primera peregrinación a Maria Einsiedeln; le siguieron otras siete peregrinaciones.

### Regente
Su marido Luis Guillermo, murió en enero de 1707 a los 51 años de edad, por una herida de guerra. Le sucedió el mayor de sus hijos supervivientes, Luis Jorge quien había sido príncipe heredero de Baden-Baden desde su nacimiento en 1702.
Luis Jorge tenía cinco años de edad y por ello Sibila de 32 años fue nombrada regente de Baden-Baden en nombre de su hijo. Se le ha atribuido la reconstrucción de Baden-Baden, un estado que había quedado gravemente devastado por los franceses durante varias guerras antes del nacimiento de Luis Jorge. Sibila dirigió con firmeza las finanzas del estado y para cuando Luis Jorge alcanzó la mayoría de edad, en 1727, el estado de nuevo florecía y ella aumentó considerablemente la fortuna personal del niño. Siempre que podía, realizaba peregrinaciones a los consejeros seculares más próximos, como Leopoldo, duque de Lorena y el elector Juan Guillermo, elector palatino. También buscaba apoyo espiritual.
Durante su regencia, ayudó a reconstruir y a crear nuevos edificios espléndidos como palacios, villas y también edificios religiosos.
Con motivo del tratado de Rastatt en 1714, construyó la capilla de Einsiedeln en Rastatt en agradecimiento. Luis Jorge alcanzó la mayoría de edad el 22 de octubre de 1727 a los 25 años de edad. Sibila así se retiró de la administración del estado al castillo de Ettlingen. En su viudez, llevó a cabo mejoras que se terminaron en el año de su muerte, 1733.
Como su única hija, conocida como Johanna aún estaba soltera en 1723, fue Sibila la que intentó buscarle un candidato apropiado. Su madre propuso dos candidatos; el príncipe Alejandro Fernando de Thurn y Taxis, hijo y heredero de Anselmo Francisco de Thurn y Taxis, un rico noble alemán de la poderosa familia Thurn y Taxis y Jefe de Correos General del Sacro Imperio Romano Germánico. El segundo era un noble francés, Luis I de Orleans, nieto de Luis XIV de Francia. Su madre prefería el matrimonio francés pues eso fortalecería los lazos con un vecino poderoso que antes del nacimiento de su hija había devastado Baden-Baden. Juana sin embargo prefería el matrimonio alemán debido a sus raíces.
Juana, sin embargo, cedió ante su madre, y se mostró conforme con casarse con Luis de Orleans en una ceremonia por poderes que se celebró en el palacio de Rastatt antes de casarse el 13 de julio de 1724. Elegido por, entre otras razones, las creencias católicas de la novia, ella aportó una dote comparativamente pequeña, de 40.000 livres a la casa de Orléans.

### Últimos años
Habiéndose retirado, hizo varias peregrinaciones religiosas y bajo la influencia del cardenal Damian Hugo Philipp von Schönborn, llevó una vida muy religiosa y visitó diversos monasterios.
Sibila, nacida como duquesa de Sajonia-Lauemburgo, que por matrimonio fue margravina de Baden-Baden y Regente, murió en el castillo de Ettlingen el 10 de julio de 1733 a los 58 años de edad. Tal como dejó en su testamento, fue enterrada en el palacio de Rastatt sin mucha pompa.

## Legado arquitectónico

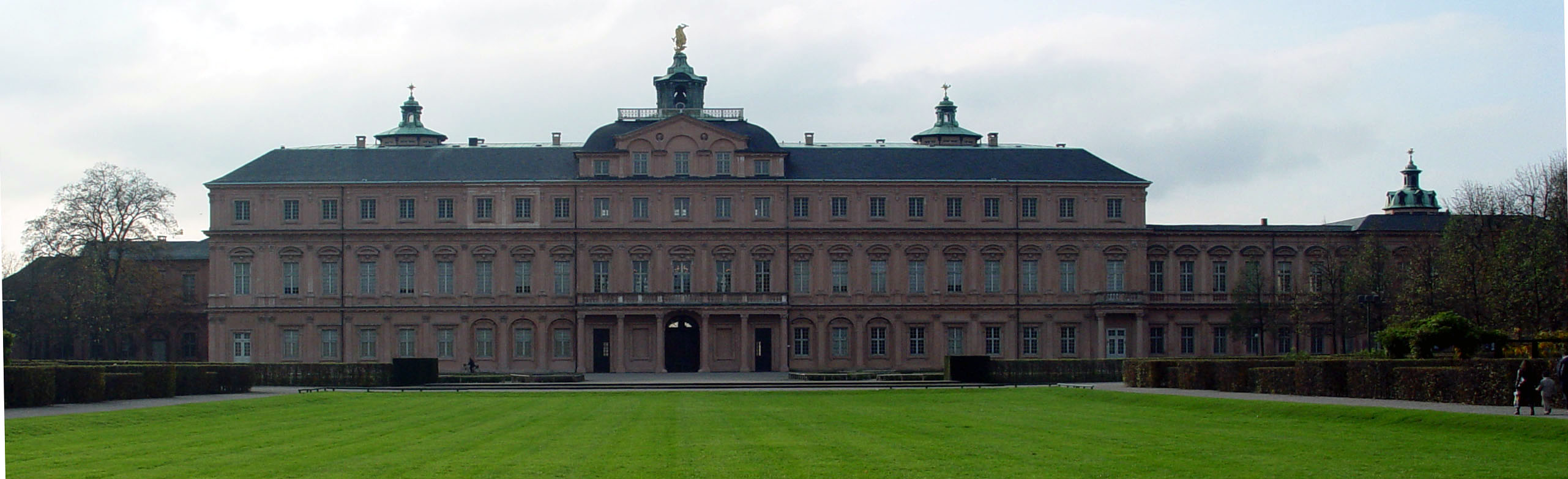
El Schloss Rastatt en Rastatt.

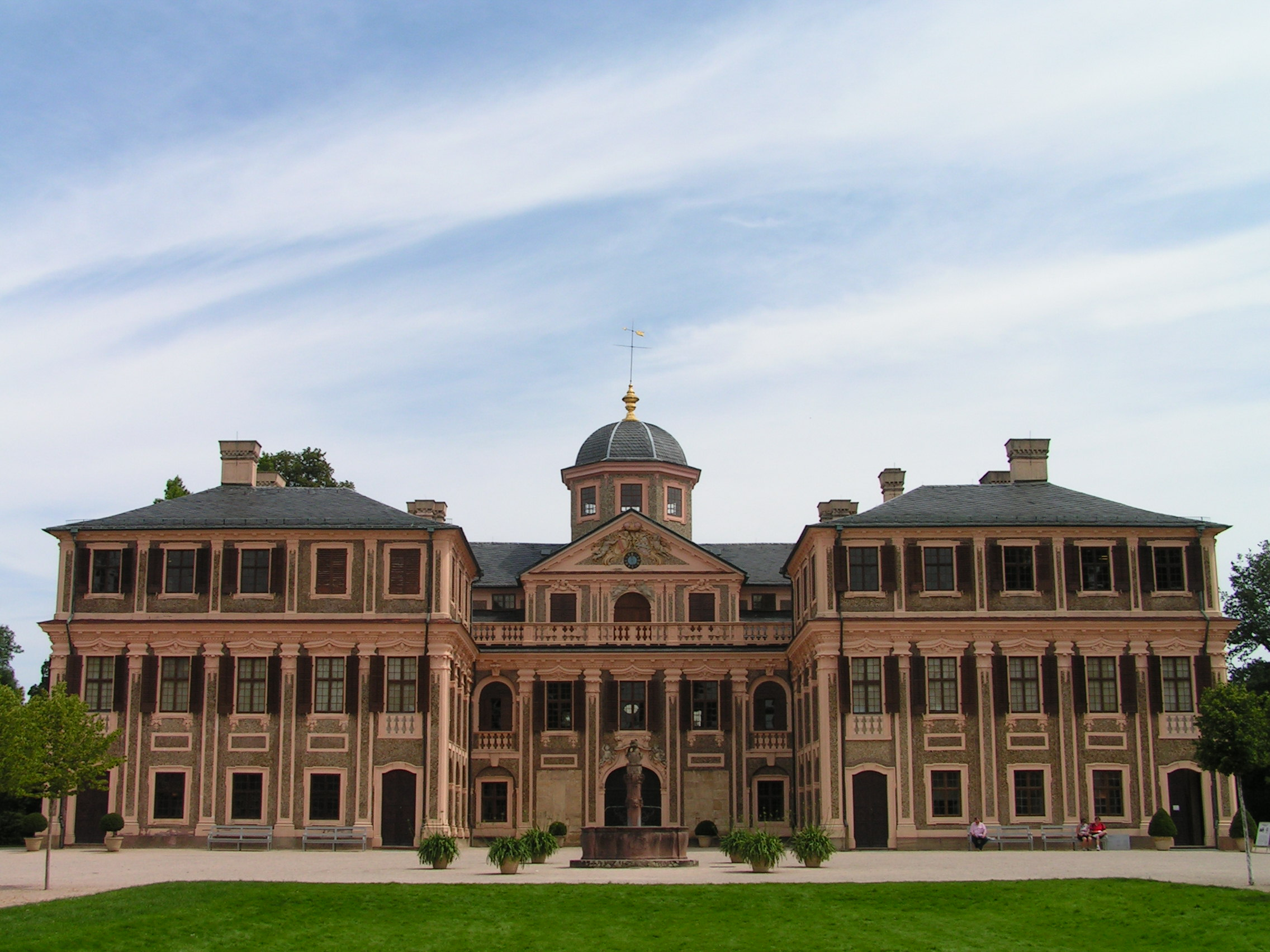
El Schloss Favorite construido por Sibila

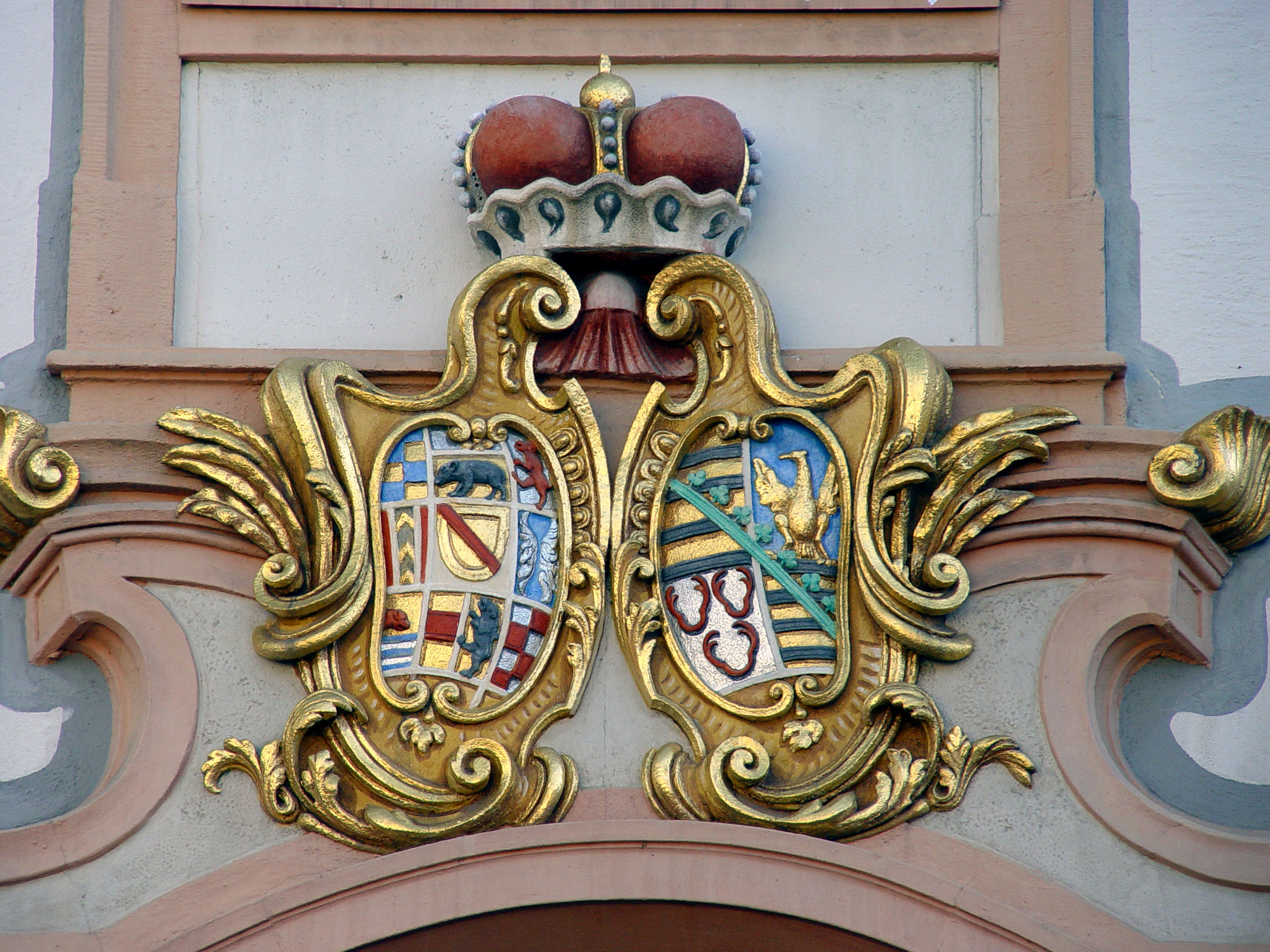
Allianzwappen, Schloss Ettlingen, izquierda: Luis Guillermo de Baden-Baden, derecha: Francisca María Sibila Augusta de Sajonia-Lauemburgo-Ratzeburgo

Sibila tuvo un interés activo en la arquitectura, así como en la administración de propiedades. Mientras vivió en Ostrov con su esposo en los primeros años de su matrimonio, los dos llevaron a cabo mejoras en el Palacio Blanco (Weißes Schloss). Eligieron como arquitecto a Johann Michael Sock.
El legado más significativo de Sibila fue el palacio de Rastatt, que se convirtió en la principal residencia de los gobernantes de Baden-Baden cuando Rastatt fue promocionado al estatus de ciudad en 1700. La residencia en Rastatt es la residencia barroca más antigua en la región del Rin Superior alemán y fue construido siguiendo el ejemplo del palacio de Versalles francés.
También desarrolló otros proyectos:
- 1707: comienzan las renovaciones en el palacio de Rastatt;
- 1710: comienza la construcción de Schloss Favorite;
- 1713: comienza la construcción de la iglesia de San Valentín;
- 1714: comienza la reconstrucción de Rastatt;
- 1715: comienza la construcción de la capilla de Einsiedeln;
- 1717: comienza la construcción de la Sede central, Offenburg;
- 1717: comienza la construcción del pabellón de caza de Fremersberg;
- 1718: se construye el Museo del Hermitage en el parque del Schloss Favorite;
- 1719: se construye la Iglesia de la Santa Cruz (iglesia del castillo) en Rastatt;
- 1721: se construye la Loretokapelle (capilla de Loreto);
- 1721: ampliación del Jagdschloss Scheibenhardt en Bulach;
- 1722: se construye la Pagodenburg en los jardines de Rastatt;
- 1723: aconseja a Damian Hugo Philipp von Schönborn, príncipe obispo, consejero religioso y amigo de Sibila sobre las ampliaciones del palacio de Bruchsal;
- 1724: se construye un retiro en Waghäusel;
- 1724: rediseño del Schloss Kislau;
- 1724: varios proyectos en Scheibenhardt;
- 1728: expansión del Schloss Ettlingen;
- 1731 : Capilla en el Schloss Ettlinger;
- 1730 : Reconstrucción de la nave de la iglesia de San Martín en Ettlingen.

## Ancestros
|  |                                                              |  |  |  |  |  |  |  |  |  |  |  |  |  |  |  |
|  | 16. Francisco I, duque de Sajonia-Lauemburgo                 |  |  |  |  |  |  |  |  |  |  |  |  |  |  |  |
|  |                                                              |  |  |  |  |  |  |  |  |  |  |  |  |  |  |  |
|  |                                                              |  |  |  |  |  |  |  |  |  |  |  |  |  |  |  |
|  | 8. Francisco II, duque de Sajonia-Lauemburgo                 |  |  |  |  |  |  |  |  |  |  |  |  |  |  |  |
|  |                                                              |  |  |  |  |  |  |  |  |  |  |  |  |  |  |  |
|  |                                                              |  |  |  |  |  |  |  |  |  |  |  |  |  |  |  |
|  | 17. Sibila de Sajonia                                        |  |  |  |  |  |  |  |  |  |  |  |  |  |  |  |
|  |                                                              |  |  |  |  |  |  |  |  |  |  |  |  |  |  |  |
|  |                                                              |  |  |  |  |  |  |  |  |  |  |  |  |  |  |  |
|  | 4. Julio Enrique, duque de Sajonia-Lauemburgo                |  |  |  |  |  |  |  |  |  |  |  |  |  |  |  |
|  |                                                              |  |  |  |  |  |  |  |  |  |  |  |  |  |  |  |
|  |                                                              |  |  |  |  |  |  |  |  |  |  |  |  |  |  |  |
|  | 18. Julio, duque de Brunswick-Luneburgo                      |  |  |  |  |  |  |  |  |  |  |  |  |  |  |  |
|  |                                                              |  |  |  |  |  |  |  |  |  |  |  |  |  |  |  |
|  |                                                              |  |  |  |  |  |  |  |  |  |  |  |  |  |  |  |
|  | 9. Duquesa María de Brunswick-Luneburgo                      |  |  |  |  |  |  |  |  |  |  |  |  |  |  |  |
|  |                                                              |  |  |  |  |  |  |  |  |  |  |  |  |  |  |  |
|  |                                                              |  |  |  |  |  |  |  |  |  |  |  |  |  |  |  |
|  | 19. Margravina Eduvigis de Brandemburgo                      |  |  |  |  |  |  |  |  |  |  |  |  |  |  |  |
|  |                                                              |  |  |  |  |  |  |  |  |  |  |  |  |  |  |  |
|  |                                                              |  |  |  |  |  |  |  |  |  |  |  |  |  |  |  |
|  | 2. Julio Francisco, duque de Sajonia-Lauemburgo              |  |  |  |  |  |  |  |  |  |  |  |  |  |  |  |
|  |                                                              |  |  |  |  |  |  |  |  |  |  |  |  |  |  |  |
|  |                                                              |  |  |  |  |  |  |  |  |  |  |  |  |  |  |  |
|  | 20. Oldřich Félix Popel z Lobkowicz                          |  |  |  |  |  |  |  |  |  |  |  |  |  |  |  |
|  |                                                              |  |  |  |  |  |  |  |  |  |  |  |  |  |  |  |
|  |                                                              |  |  |  |  |  |  |  |  |  |  |  |  |  |  |  |
|  | 10. Vilém mladší Lobkowicz                                   |  |  |  |  |  |  |  |  |  |  |  |  |  |  |  |
|  |                                                              |  |  |  |  |  |  |  |  |  |  |  |  |  |  |  |
|  |                                                              |  |  |  |  |  |  |  |  |  |  |  |  |  |  |  |
|  | 21. Ana Alžběta z Hradce                                     |  |  |  |  |  |  |  |  |  |  |  |  |  |  |  |
|  |                                                              |  |  |  |  |  |  |  |  |  |  |  |  |  |  |  |
|  |                                                              |  |  |  |  |  |  |  |  |  |  |  |  |  |  |  |
|  | 5. Baronesa Ana Magdlena de Lobkowitz                        |  |  |  |  |  |  |  |  |  |  |  |  |  |  |  |
|  |                                                              |  |  |  |  |  |  |  |  |  |  |  |  |  |  |  |
|  |                                                              |  |  |  |  |  |  |  |  |  |  |  |  |  |  |  |
|  | 22. Adán Havel Lobkowicz                                     |  |  |  |  |  |  |  |  |  |  |  |  |  |  |  |
|  |                                                              |  |  |  |  |  |  |  |  |  |  |  |  |  |  |  |
|  |                                                              |  |  |  |  |  |  |  |  |  |  |  |  |  |  |  |
|  | 11. Catalina Benita Popelovna Lobkowicz                      |  |  |  |  |  |  |  |  |  |  |  |  |  |  |  |
|  |                                                              |  |  |  |  |  |  |  |  |  |  |  |  |  |  |  |
|  |                                                              |  |  |  |  |  |  |  |  |  |  |  |  |  |  |  |
|  | 23. Margarita de Mollart                                     |  |  |  |  |  |  |  |  |  |  |  |  |  |  |  |
|  |                                                              |  |  |  |  |  |  |  |  |  |  |  |  |  |  |  |
|  |                                                              |  |  |  |  |  |  |  |  |  |  |  |  |  |  |  |
|  | 1. Sibila de Sajonia-Lauemburgo                              |  |  |  |  |  |  |  |  |  |  |  |  |  |  |  |
|  |                                                              |  |  |  |  |  |  |  |  |  |  |  |  |  |  |  |
|  |                                                              |  |  |  |  |  |  |  |  |  |  |  |  |  |  |  |
|  | 24. Felipe Luis, conde palatino de Neoburgo                  |  |  |  |  |  |  |  |  |  |  |  |  |  |  |  |
|  |                                                              |  |  |  |  |  |  |  |  |  |  |  |  |  |  |  |
|  |                                                              |  |  |  |  |  |  |  |  |  |  |  |  |  |  |  |
|  | 12. Augusto, conde palatino de Sulzbach                      |  |  |  |  |  |  |  |  |  |  |  |  |  |  |  |
|  |                                                              |  |  |  |  |  |  |  |  |  |  |  |  |  |  |  |
|  |                                                              |  |  |  |  |  |  |  |  |  |  |  |  |  |  |  |
|  | 25. Ana de Cléveris                                          |  |  |  |  |  |  |  |  |  |  |  |  |  |  |  |
|  |                                                              |  |  |  |  |  |  |  |  |  |  |  |  |  |  |  |
|  |                                                              |  |  |  |  |  |  |  |  |  |  |  |  |  |  |  |
|  | 6. Cristián Augusto, conde palatino de Sulzbach              |  |  |  |  |  |  |  |  |  |  |  |  |  |  |  |
|  |                                                              |  |  |  |  |  |  |  |  |  |  |  |  |  |  |  |
|  |                                                              |  |  |  |  |  |  |  |  |  |  |  |  |  |  |  |
|  | 26. Juan Adolfo, duque de Holstein-Gottorp                   |  |  |  |  |  |  |  |  |  |  |  |  |  |  |  |
|  |                                                              |  |  |  |  |  |  |  |  |  |  |  |  |  |  |  |
|  |                                                              |  |  |  |  |  |  |  |  |  |  |  |  |  |  |  |
|  | 13. Princesa Eduvigis de Schleswig-Holstein-Gottorp          |  |  |  |  |  |  |  |  |  |  |  |  |  |  |  |
|  |                                                              |  |  |  |  |  |  |  |  |  |  |  |  |  |  |  |
|  |                                                              |  |  |  |  |  |  |  |  |  |  |  |  |  |  |  |
|  | 27. Princesa Augusta de Dinamarca                            |  |  |  |  |  |  |  |  |  |  |  |  |  |  |  |
|  |                                                              |  |  |  |  |  |  |  |  |  |  |  |  |  |  |  |
|  |                                                              |  |  |  |  |  |  |  |  |  |  |  |  |  |  |  |
|  | 3. Condesa palatina María Eduvigis de Sulzbach               |  |  |  |  |  |  |  |  |  |  |  |  |  |  |  |
|  |                                                              |  |  |  |  |  |  |  |  |  |  |  |  |  |  |  |
|  |                                                              |  |  |  |  |  |  |  |  |  |  |  |  |  |  |  |
|  | 28. Juan VI, conde de Nassau-Dillenburg                      |  |  |  |  |  |  |  |  |  |  |  |  |  |  |  |
|  |                                                              |  |  |  |  |  |  |  |  |  |  |  |  |  |  |  |
|  |                                                              |  |  |  |  |  |  |  |  |  |  |  |  |  |  |  |
|  | 14. Juan VII, conde de Nassau                                |  |  |  |  |  |  |  |  |  |  |  |  |  |  |  |
|  |                                                              |  |  |  |  |  |  |  |  |  |  |  |  |  |  |  |
|  |                                                              |  |  |  |  |  |  |  |  |  |  |  |  |  |  |  |
|  | 29. Landgravina Isabel de Leuchtenberg                       |  |  |  |  |  |  |  |  |  |  |  |  |  |  |  |
|  |                                                              |  |  |  |  |  |  |  |  |  |  |  |  |  |  |  |
|  |                                                              |  |  |  |  |  |  |  |  |  |  |  |  |  |  |  |
|  | 7. Condesa Amalia de Nassau-Siegen                           |  |  |  |  |  |  |  |  |  |  |  |  |  |  |  |
|  |                                                              |  |  |  |  |  |  |  |  |  |  |  |  |  |  |  |
|  |                                                              |  |  |  |  |  |  |  |  |  |  |  |  |  |  |  |
|  | 30. Juan II, duque de Schleswig-Holstein-Sonderburg          |  |  |  |  |  |  |  |  |  |  |  |  |  |  |  |
|  |                                                              |  |  |  |  |  |  |  |  |  |  |  |  |  |  |  |
|  |                                                              |  |  |  |  |  |  |  |  |  |  |  |  |  |  |  |
|  | 15. Princesa Margarita de Schleswig-Holstein-Sonderburg-Plön |  |  |  |  |  |  |  |  |  |  |  |  |  |  |  |
|  |                                                              |  |  |  |  |  |  |  |  |  |  |  |  |  |  |  |
|  |                                                              |  |  |  |  |  |  |  |  |  |  |  |  |  |  |  |
|  | 31. Duquesa Isabel de Brunswick-Grubenhagen                  |  |  |  |  |  |  |  |  |  |  |  |  |  |  |  |
|  |                                                              |  |  |  |  |  |  |  |  |  |  |  |  |  |  |  |
|  |                                                              |  |  |  |  |  |  |  |  |  |  |  |  |  |  |  |

## Títulos y tratamiento
- 21 de enero de 1675 – 27 de marzo de 1690 Su Alteza Serenísima duquesa Sibila de Sajonia-Lauemburgo
- 27 de marzo de 1690 – 4 de enero de 1707 Su Alteza Serenísima la margravina de Baden-Baden
- 4 de enero de 1707 – 22 de octubre de 1727 Su Alteza Serenísima la Regente de Baden-Baden
- 22 de octubre de 1727 – 10 de julio de 1733 Su Alteza Serenísima la Margravina viuda de Baden-Baden